# Шоколадный фондан

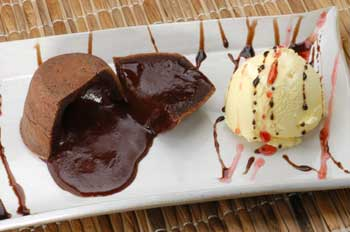
Шоколадный фондан и ванильное мороженое

Шоколадный фондан (фр. fondant au chocolat «тающий шоколад») — популярное французское десертное блюдо, кекс из шоколадного бисквитного теста. Его особенностью является твёрдая хрустящая оболочка и жидкая сердцевина.
Для фондана готовится бисквитное тесто с добавлением сливочного масла и большого количества горького шоколада. Тесто заливается в формочки и запекается в духовке. Этот десерт считается сложным в приготовлении, поскольку фондан необходимо точно выдержать в духовке так, чтобы сохранилась жидкая сердцевина при хрустящей корке снаружи.

## Названия
Данный десерт известен под многими названиями. В англоговорящих странах распространено название lava cake («пирожное с лавой») или прямой перевод с французского molten chocolate cake (рус. тающее шоколадное пирожное). В европейских странах также используется название petit gateau (что, в свою очередь с французского переводится как «маленький кекс»). В России также под влиянием английских названий встречаются варианты «шоколадная лава» или «шоколадный вулкан». Французская кухня разделяет два варианта этого пирожного: непосредственно fondant au chocolat — «тающий шоколад» и moelleux au chocolat — «мягкий шоколад». Первый вариант почти полностью жидкий, покрыт тонкой хрустящей коркой; внутри последнего — воздушная мякоть и только небольшая жидкая сердцевина. Граница различия этих разновидностей пирожного весьма размыта, в том или ином способе приготовления используется разные пропорции яиц и муки, а также различные температура и время запекания.

## Происхождение

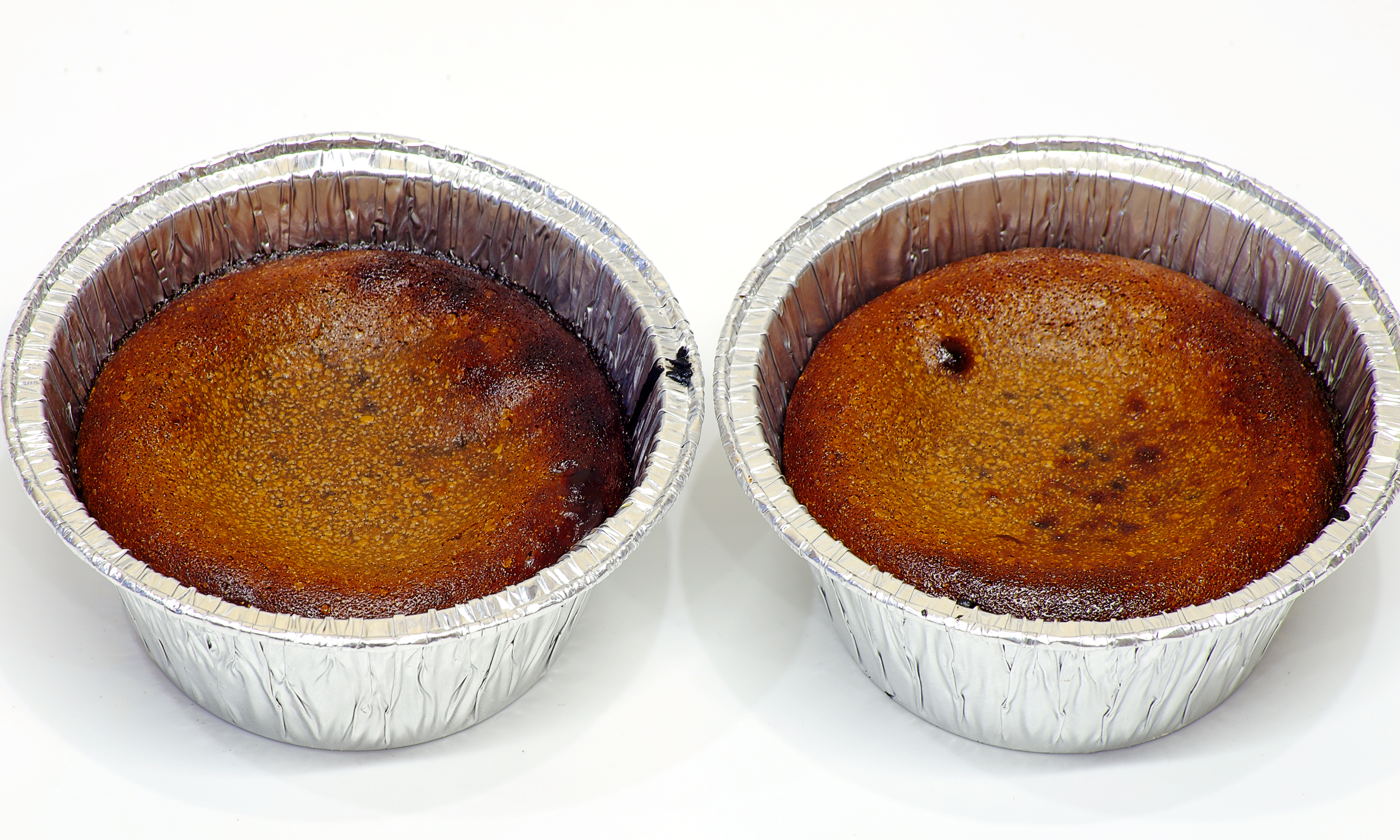
Фондан

Хотя этот десерт весьма молодой — фондан стал всемирно популярен лишь в конце XX века — о его происхождении спорят несколько именитых кулинаров. Французский повар Жан-Джордж Фонгерихтен утверждает, что впервые приготовил его в 1987 году в бытность свою шеф-поваром нью-йоркского ресторана «Лафайетт» в отеле «Дрейк», и это было не специально придуманный рецепт, а просто недосмотр с его стороны: он достал десерт раньше времени из духовки. Однако известный кондитер и шоколатье Жак Торр отвечал, что это блюдо уже давно известно во Франции и называется «шоколадный фондан». Распространена версия о том, что его изобрёл французский повар ресторана «Лагийоль» Мишель Бра в 1981 году, но его рецепт изготовления пирожного несколько сложнее: он заморозил шоколадный крем ганаш и перед выпечкой положил его в центр заготовленного теста.

## Сервировка
Несмотря на то что, как и кексы, фондан запекается в небольших формах рамекинах, подают его на отдельной тарелке, вынув из формы. Есть его нужно горячим сразу же после печи, поскольку по прошествии времени сердцевина затвердеет. Пирожное посыпают сахарной пудрой или шоколадной крошкой и по классической традиции вместе с ним кладут шарик ванильного мороженого.